# Орфёнов, Анатолий Иванович
Анато́лий Ива́нович Орфёнов (17 [30] октября 1908, село Сушки, Рязанская губерния — 6 марта 1987, Москва) — советский оперный певец (лирический тенор), музыкальный педагог. Заслуженный артист РСФСР (1941). Лауреат Сталинской премии второй степени (1949).

## Биография
Анатолий Иванович Орфёнов родился 17 (30) октября 1908 года в семье священника в селе Сушки. В семье было восемь детей. Пели все, но только Анатолий стал профессиональным певцом.
Отец семейства умер в 1920 году, и при новой власти дети служителя культа не могли рассчитывать на высшее образование. В 1928 году А. И. Орфёнов приехал в Москву и поступил сразу в два техникума — педагогический и вечерний музыкальный (ныне Государственный музыкально-педагогический институт имени М. М. Ипполитова-Иванова).
В 1933 году он попадает в хор Оперного театра-студии под руководством К. С. Станиславского. Через год стал солистом этого театра. С 1942 по 1955 год — солист ГАБТ.
Указом Президиума Верховного Совета РСФСР от 7 февраля 1941 года А. И. Орфёнову присвоено звание Заслуженный артист РСФСР.
В 1954—1959 годах А. И. Орфёнов был художественным руководителем вокальной группы Всесоюзного радио, а в 1963—1969 и в 1980—1984 годах — заведующим оперной труппой Большого театра. Начиная с 1950 года вёл большую преподавательскую работу — доцент Музыкально-педагогического института имени Гнесиных (1950—1971), педагог ГАБТ (1963—1969), Каирской консерватории (1971—1973) и Братиславской консерватории (1974—1980).
В 1985 году А. И. Орфёнов ушёл на покой по болезни.
Анатолий Иванович Орфёнов умер в Москве 6 марта 1987 года. Похоронен на Ваганьковском кладбище.

## Творчество
<…> его Вашек в «Проданной невесте» <…> интересен. Здесь был тот объём характера, который выдаёт истинную творческую мудрость автора сценического образа — актёра. Вашек Орфёнова — это тонко и умно сделанный образ элементарного дурака. Сами физиологические недостатки персонажа (заикание, глупость), столь неприятные в жизни, облекались на сцене в одежды человеческой любви, юмора и обаяния. Этого заикающегося, незлобивого и доверчивого дурака нельзя было не любить, не жалеть, всем хотелось, чтобы ему было хорошо. Чтобы сделать такой образ, мало быть мастером, надо быть человеком. Чтобы вызвать на сцене к себе любовь и сострадание, надо знать цену этим чувствам, надо бережно хранить их в себе. И он сохранил, сохранил для театра.
— Б. А. Покровский, народный артист СССР
С 1929 по 1961 год в театрах, концертных залах, на радио или телевидении А. И. Орфёновым исполнено свыше сотни оперных ролей.

### Роли в театрах
1. 1934 — П. И. Чайковский, «Евгений Онегин» — Запевала
2. 1934 — П. И. Чайковский, «Евгений Онегин» — Ленский
3. 1936 — Г. Доницетти, «Дон Паскуале» — Эрнесто
4. 1937 — Д. Россини, «Севильский цирюльник» — Альмавива
5. 1939 — Дж. Верди, «Риголетто» — Герцог
6. 1942 — Дж. Верди, «Травиата» — Альфред
7. 1945 — А. Т. Гречанинов, «Добрыня Никитич» — Алёша Попович
8. 1945 — М. П. Мусоргский, «Сорочинская ярмарка» — Грицко
9. 1945 — А. Г. Рубинштейн, «Демон» — Синодал
10. 1946 — Н. А. Римский-Корсаков, «Снегурочка» — Берендей
11. 1947 — В. И. Мурадели, «Великая дружба» — Джемал
12. 1948 — Б. Сметана, «Проданная невеста» — Вашек
13. 1949 — Ш. Гуно, «Фауст» — Молодой Фауст
14. 1949 — Н. А. Римский-Корсаков, «Садко» — Индийский гость
15. 1950 — М. И. Красев, «Морозко» — Дед
16. 1951 — А. П. Бородин, «Князь Игорь» — Владимир Игоревич
17. 1954 — Л. Бетховен, «Фиделио» — Жакино
18. 1955 — Д. Обер, «Фра-Дьяволо» — Лоренцо

### Записи опер
- 1943 — «Царская невеста» Н. А. Римского-Корсакова, хор и оркестр Большого театра, дирижёр Л. П. Штейнберг [М10-43753-8 (1981)] — Лыков
- 1948 — «Евгений Онегин» П. И. Чайковского, хор и оркестр Большого театра, дирижёр А. И. Орлов — Запевала
- 1950 — «Золушка» Д. Россини, оркестр Всесоюзного радио, дирижёр О. М. Брон — Принц Рамиро
- 1950 — «Синяя борода» Ж. Оффенбаха, оркестр Всесоюзного радио, дирижёр О. М. Брон — Синяя Борода
- 1950 — «Эсмеральда» А. С. Даргомыжского, хор и оркестр Всесоюзного радио, дирижёр О. М. Брон — Феб де Шатопер
- 1951 — «Алеко» С. В. Рахманинова, хор и оркестр Центрального телевидения и радиовещания СССР, дирижёр Н. С. Голованов [Д 015-18 (1951), Д 5682-5 (1959), Д 033753-4 (1973)] — Молодой цыган
- 1951 — «Орфей и Эвридика» Й. Гайдна, солисты и Большой хор Всесоюзного радио и телевидения, художественный руководитель К. Б. Птица, главный хормейстер М. А. Бондарь, хормейстер Л. В. Ермакова, оперно-симфонический оркестр Всесоюзного радио и телевидения, дирижёр Е. А. Акулов, текст читает В. Б. Герцик — Орфей
- 1952 — «Ямщики на подставе» Е. И. Фомина, оперный хор и оркестр народных инструментов Комитета радиоинформации, дирижёр В. С. Смирнов, хормейстеры К. М. Лебедев и Л. М. Попов, режиссёр О. Н. Абдулов — Тимофей

### Фильмография
Роли
- 1983 — Ты мой восторг, моё мученье… (режиссёр Ю. А. Рогов) — Артист ГАБТ Орфёнов

Вокал
- 1939 — Золотой ключик (режиссёр А. Л. Птушко) — Папа Карло (роль Г. М. Уварова)
- 1952 — Аленький цветочек (мультфильм; режиссёр Л. К. Атаманов) — Песня в начале мультфильма
- 1953 — Алеко (фильм-опера; режиссёр С. И. Сиделёв) — Молодой цыган (роль С. П. Кузнецова)
- 1967 — Каменный гость (фильм-опера; режиссёр В. М. Гориккер) — Первый гость (роль Ф. М. Никитина)

### Сочинения
- Орфёнов А. И. Творческий путь Л. В. Собинова. — М.: Музыка, 1965. — 100 с.
- Орфёнов А. И. Юность, надежды, свершения: Солисты Большого театра ― лауреаты международных и всесоюзных конкурсов. — М.: Молодая гвардия, 1973. — 156 с.
- Орфёнов А. И. Записки русского тенора. — М.: Издательство Фонда Ирины Архиповой, 2004. — 384 с. — 1500 экз. — ISBN 5-901180-07-0.

## Награды и премии
- Заслуженный артист РСФСР (1940)
- Сталинская премия второй степени (1949) — за исполнение партии Вашека в оперном спектакле «Проданная невеста» Б. Сметаны на сцене филиала ГАБТ[10]
- Орден Трудового Красного Знамени (1951)
- Орден Дружбы народов (1976)